# Уиттл, Марена
Марена Уиттл (англ. Marena Whittle; родилась 28 января 1994 года в Вермонт-Сауте, штат Виктория, Австралия) — австралийская профессиональная баскетболистка, которая выступала в женской национальной баскетбольной лиге. На драфте ВНБА 2016 года не была выбрана ни одной из команд. Играет в амплуа атакующего защитника. В данное время защищает цвета испанской команды «Эстудиантес».

## Ранние годы
Марена родилась 28 января 1994 года в городке Вермонт-Саут (штат Виктория), восточном пригороде Мельбурна, в семье Малькольма и Мэри Уиттл, являясь самым младшим ребёнком, у неё есть брат, Джордан, и две сестры, Эми и Талия. Училась же в Мельбурне в средней школе Колфилд-Граммар, в которой выступала за местную баскетбольную команду.

## Студенческая карьера
В 2012 году она поступила в университет штата Северная Дакота, в котором на протяжении четырёх лет выступала за команду «Норт Дакота Стэйт Байзон», набирая в среднем за игру по 11,3 очка, 7,9 подбора и 1,9 передачи. Выпускной сезон 2015/2016 годов стал самым успешным в студенческой карьере Марены Уиттл, в котором она набирала в среднем за игру по 16,8 очка, 10,3 подбора и 2,9 передачи, а по его итогам была включена в первую сборную всех звёзд конференции Summit League.

## Профессиональная карьера
В 2016 году Уиттл выставила свою кандидатуру на ярмарку талантов ВНБА, но на ней она не была выбрана ни одной из команд, после чего Марена решила вернуться в Австралию. В межсезонье, перед началом сезона 2017/2018 годов, Уиттл подписала свой первый профессиональный контракт с командой ЖНБЛ «Таунсвилл Файр», которой руководила Клаудия Брассар. «Таунсвилл» в том сезоне выиграл чемпионский титул, который Марена не смогла записать себе в актив, так как из-за травмы не смогла выходить на площадку, пропустив весь сезон целиком.
Перед стартом сезона 2018/2019 годов Уиттл подписала соглашение с командой «Бендиго Спирит», которой руководил Саймон Притчард. За «Спирит» она провела 21 матч, набирая в среднем за игру по 7,2 очка, 4,0 подбора и 1,8 передачи. В межсезонье Марена играла в полупрофессиональной команде «Нокс Рейдерс», которая выступает в лиге NBL1, образованной в 2019 году.
В апреле 2019 года Уиттл подписала договор с командой «Перт Линкс», в которой будет выступать в сезоне 2019/2020 годов под руководством Энди Стюарта.